# Agostino Landi

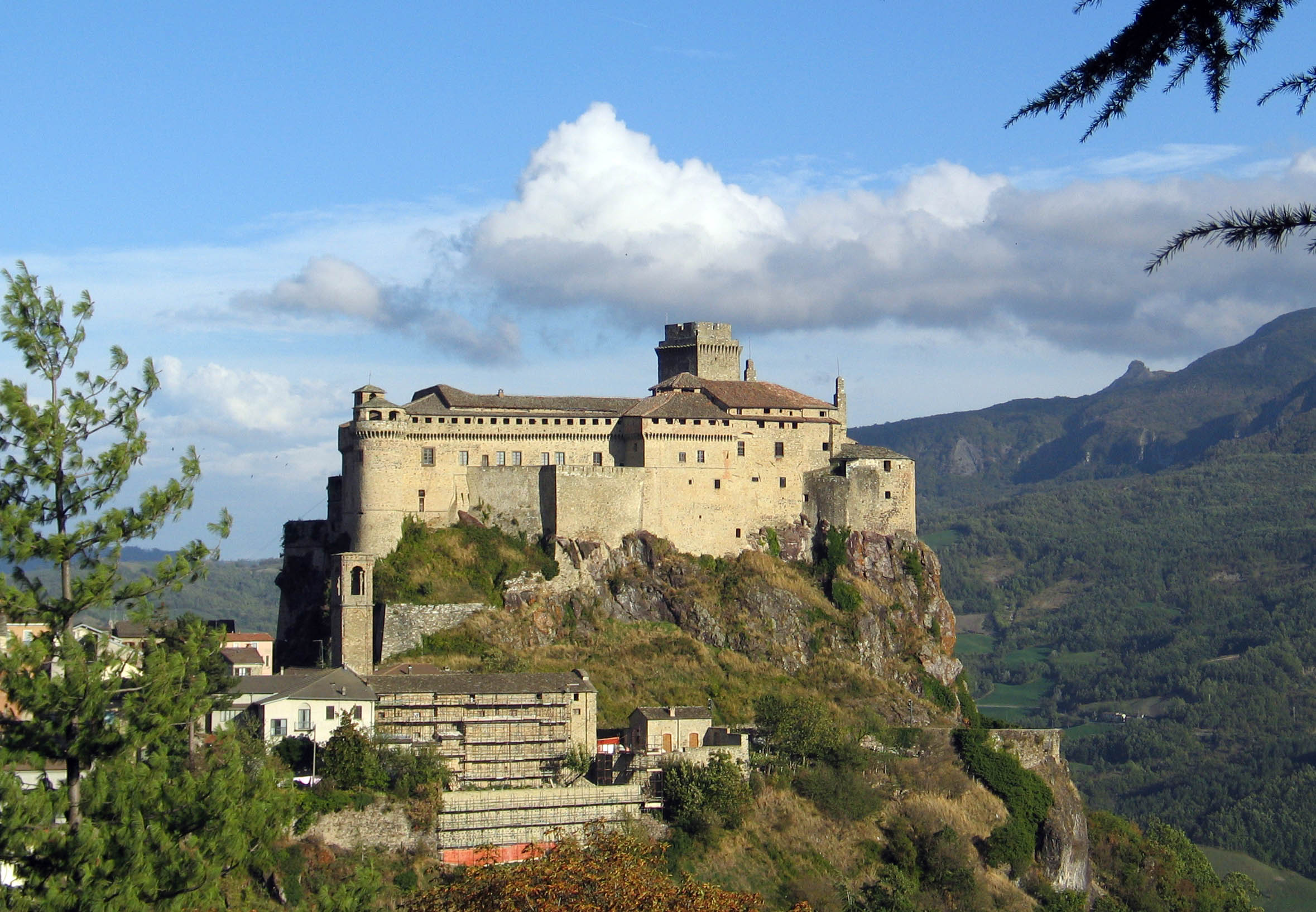
Castello dei Landi a Bardi

Agostino Landi (Bardi, 1500 circa – Milano, 13 marzo 1555) è stato un ambasciatore e politico italiano.

## Biografia
Era figlio di Marcantonio, dei Landi di Bardi e di Costanza Fregoso di Genova, figlia di Agostino (?-1487).
Fedele alla causa imperiale, venne invitato nel 1530 all'incoronazione di Carlo V a Bologna. Nel 1546 venne inviato a Venezia in qualità di ambasciatore da Pier Luigi Farnese duca di Parma e Piacenza. Nel 1547 organizzò la congiura che portò all'uccisione del Farnese, assieme a Giovanni Anguissola ed Aloisio Gonzaga, marchese di Castel Goffredo successivamente scagionato. Intorno al 1540 Agostino intrattenne una fitta corrispondenza con il poeta Matteo Bandello e col cugino Cesare Fregoso, entrambi ospiti a Castel Goffredo di Aloisio Gonzaga, corte frequentata dallo stesso Landi.
Il 22 ottobre 1551 Agostino fu elevato dall'Imperatore al rango di Principe Sovrano (di Borgotaro) e del Sacro Romano Impero con vari privilegi rendendolo a tutti gli effetti a capo di un vero Stato, lo Stato Landi.
Morì avvelenato a Milano nel 1555, forse per mano dei Farnese.

## Discendenza
Agostino sposò nel febbraio 1533 (il contratto di matrimonio era stato firmato il 23 dicembre 1532) la cugina Giulia Landi (28 gennaio 1516-per i postumi del parto, 10 agosto 1546), contessa di Compiano, permettendo così alla famiglia di riunire i feudi di Bardi e di Compiano. Dall'unione con la moglie, l'apparizione del cui fantasma è oggetto di una lettera autografa del Landi, nacquero sette figli:
- Ortensia, monaca
- Porzia Caterina (?-1591); vedova, lasciò al nipote Federico il feudo di Turbigo ereditato dal marito; sposò don Ludovico Gallarati (1529-1578), conte di Desio e Patrizio Milanese
- Pompeo (nato e morto nel 1535)
- Giulio Augusto Manfredo (23 dicembre 1541-in esilio in Spagna, 1563), succedette al padre; sposò Juana Fernández de Córdoba y Milà de Aragón (?-Lodi, 30 giugno 1576[7][8])
- Claudio (13 agosto 1543-20 agosto 1589), succedette al fratello e ne sposò nel 1565[9] la vedova Juana Fernández de Córdoba y Milà de Aragón, dalla quale ebbe:
  - Maria (1570-1599), sposò nel 1595 Ercole di Monaco
  - Federico (1573-1661), succedette al padre; sposò nel 1598 Placidia Spinola, dalla quale ebbe:
    - Maria Polissena (1608-1679), ultima erede dello Stato Landi, sposò Giovanni Andrea II Doria, principe di Melfi
    - Francesco (1612-1616)

  - due figli, morti in tenera età nel 1574[10]
- Marcantonio (1544/1545-morto a un mese di vita)
- Orazio (nato e morto il 24 luglio 1546)